# Michio Jimbo
Michio Jimbo (神保 道夫, Jimbō Michio, 28 de novembro de 1951) é um matemático japonês. É atualmente professor da Universidade Rikkyo.
Após a graduação na Universidade de Tóquio em 1974, foi aluno de Mikio Satō no Research Institute for Mathematical Sciences na Universidade de Quioto. Contribuiu com trabalhos fundamentais em física matemática, incluindo (independentemente de Vladimir Drinfeld) o desenvolvimento inicial sobre o estudo dos grupos quânticos. Em 1993 recebeu o Prêmio da Academia Japonesa. Em 2010 recebeu a Medalha Wigner.